# 阪下優友
阪下 優友（さかした ゆうすけ、1991年5月24日 - ）は、日本の元プロボクサー。愛知県豊橋市出身。元WBOアジアパシフィックフライ級王者。角海老宝石ボクシングジム所属。かつてはとよはしボクシングジムに所属していた。

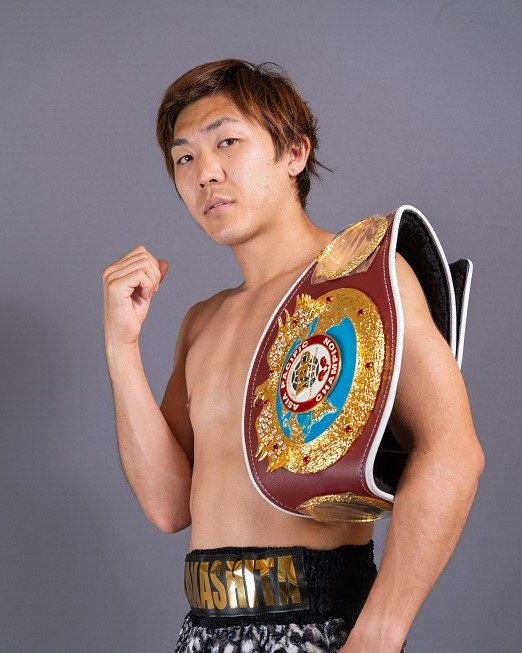
阪下優友(YusukeSakashita)：元WBO AsiaPcificフライ級王者(2019年5月26日獲得)

## 来歴
2009年7月12日のプロデビュー戦はKO勝利だったが、8か月後の試合でプロ初黒星。
2011年フライ級新人王西軍代表として、東軍代表青山功を相手に5回3-0（48-47、49-47x2）判定勝ちで全日本新人王を獲得。
その後2013年5月、角海老宝石ボクシングジムへ移籍。2014年10月4日に後楽園ホールで日本フライ級王者の村中優と日本フライ級タイトルマッチを行い、8回2分42秒TKO負けで日本王座獲得に失敗
2015年11月2日、後楽園ホールで開催された「日本タイトル最強挑戦者決定戦」にて日本フライ級2位の黒田雅之とフライ級8回戦を戦い、8回0-3（74-78、76-77x2）判定負けで日本王座挑戦権獲得に失敗。
そして2019年5月26日に大阪市大第二体育館で世界挑戦経験のある坂本真宏とWBOアジアパシフィックフライ級王座決定戦を行い、6回1分6秒TKO勝ちでアジア王座獲得に成功。
2019年10月21日、後楽園ホールでWBOアジアパシフィックフライ級6位の望月直樹を相手に防衛戦を行い、10回1分KO勝ちを収め、初防衛に成功した。
2020年、現役を引退した。

## 獲得タイトル
- 全日本フライ級新人王
- WBOアジアパシフィックフライ級王座（防衛1=返上）

## 戦績
- プロボクシング - 29戦18勝8敗3分（13KO）